# شركة الاتصالات الأفغانية
شركة الاتصالات الأفغانية "أفغاني تيليكوم" ( AfTel ) هي شركة اتصالات تقدم خدمات الصوت والإنترنت الثابتة واللاسلكية بموجب ترخيص مدته 25 عامًا في أفغانستان . هذه الشركة مملوكة للحكومة الأفغانية وتديرها مؤسسات حكومية. في عام 2005 ، حولتها وزارة الاتصالات الأفغانية إلى شركة خاصة مع الحفاظ على الرقابة والسيطرة. 
لدى شركة أفغان تيليكوم ما يقرب من 20000 موظف في 34 مركزًا إقليميًا و 254 مركزًا للمقاطعات والمناطق الريفية. والتي تشمل خدمات خطوط الهاتف التقليدية للوصول إلى الإنترنت في المدن الكبيرة ، وهواتف الجيل الثالث (GSM) للمكالمات الحلقية المحلية بعيدة المدى ، و (WiMAX) ، وخدمات الإنترنت بالألياف الضوئية ومنازل الهاتف ، والوصول اللاسلكي ، وأقمار الاتصالات السلكية واللاسلكية .
أفغاني تيليكوم أحد المستفيدين من تبرع البنك الدولي البالغ 50 مليون دولار للحكومة الأفغانية لمساعدة شبكة الاتصالات السلكية واللاسلكية في أفغانستان . 
في مارس 2018 ، تم تعيين أجمل أيان في منصب المدير العام والرئيس التنفيذي لشركة أفغان تيليكوم. 
تمكنت شركة أفغان تيليكوم ، التي أرادت زيادة حصتها في السوق بنسبة خمسة في المائة ، من الوصول إلى 60-70 قاعدة هوائي تابعة لشركة الاتصالات الافغانية . 

## وصلات خارجية
- الموقع الرسمي